# Saint-Geniès-de-Varensal
Saint-Geniès-de-Varensal è un comune francese di 199 abitanti situato nel dipartimento dell'Hérault nella regione dell'Occitania.

## Società

### Evoluzione demografica
Abitanti censiti